# Aurigeno
Aurigeno (in dialetto ticinese Aurìgen, in dialetto locale Aurigan) è una frazione di 384 abitanti del comune svizzero di Maggia, nel Canton Ticino (distretto di Vallemaggia).

## Storia
Nel 1276 il comune fu indicato su una mappa come Urigeno; altre denominazioni storiche furono Aurigenum, Oerigeno, Aurizzono, Aurigano e Aurigane. Nel Medioevo Aurigeno formò una vicinanza con Lodano e Moghegno, che si separò alla fine del XVIII secolo. Gli abitanti durante la stagione invernale si spostavano nella frazione di Ronchini o a Dunzio poiché ad Aurigeno non batte il sole. Dalla fine del XX secolo sono sorte diverse case di vacanza secondarie e c'è stata una ripresa demografica.

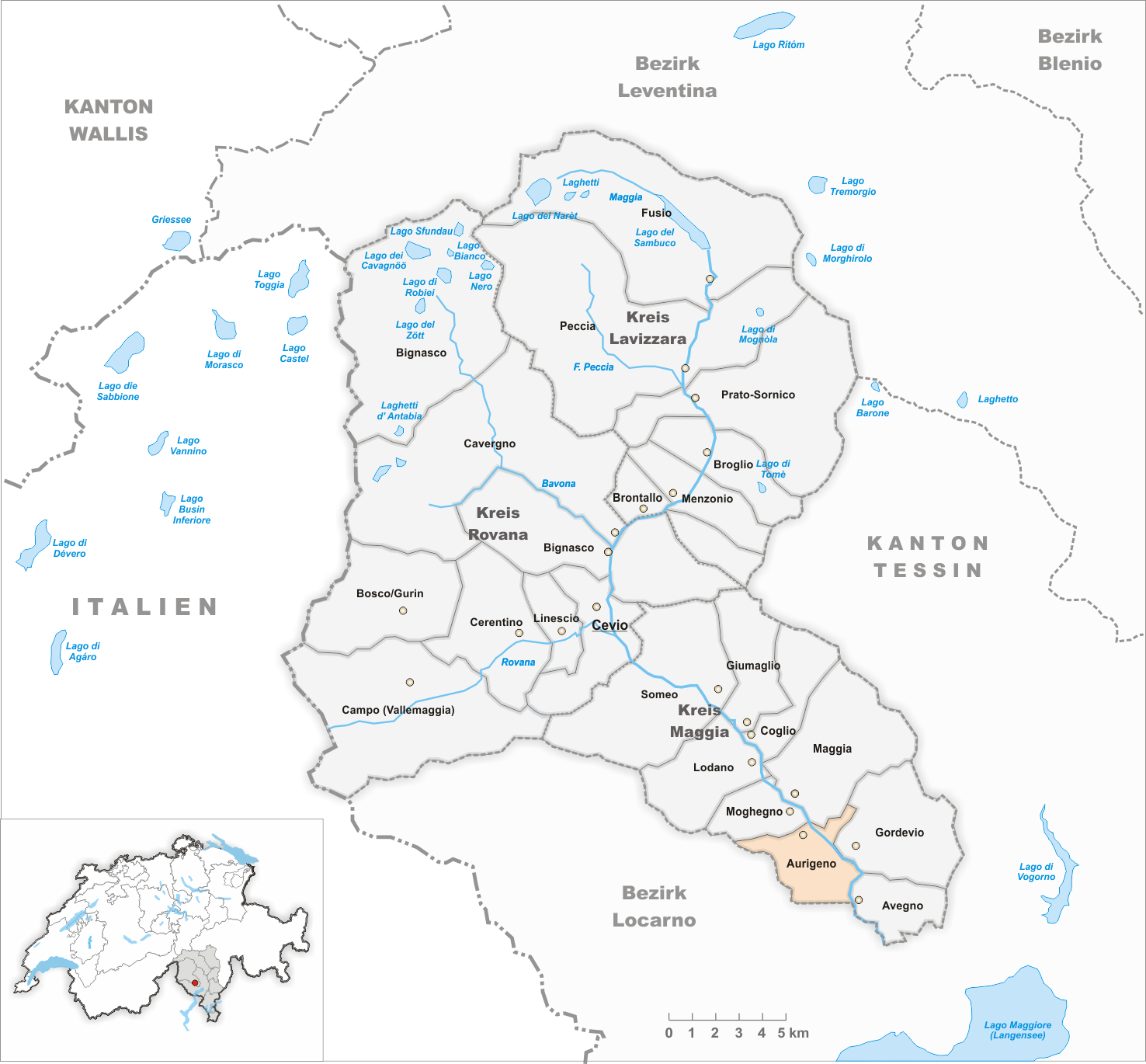
Il territorio del comune di Aurigeno prima degli accorpamenti comunali del 2004

Già comune autonomo che si estendeva per 11,04 km², il 4 aprile 2004è stato accorpato al comune di Maggia assieme agli altri comuni soppressi di Coglio, Giumaglio, Lodano, Moghegno e Someo. La fusione è stata approvata da una votazione popolare il 22 settembre 2002 (73 favorevoli, 65 contrari) e ratificata dal Gran Consiglio l'8 ottobre 2003.

### Simboli
Lo stemma dell'ex comune di Aurigeno, in uso fino al 2004, è blasonato come segue: d'argento, alla fascia d'azzurro carica di due stelle d'argento, accompagnata in capo da un'aquila nascente di nero, in punta da tre pali di rosso. Lo stemma riprendeva, quasi fedelmente, l'arma della famiglia Vanoni, con la brisura del colore delle due stelle bianche, originalmente dorate, con la quale il comune aveva voluto onorare uno dei suoi cittadini più illustri e noti, il pittore Giovanni Antonio Vanoni.

## Monumenti e luoghi d'interesse

### Architetture religiose
- Chiesa parrocchiale di San Bartolomeo, eretta nel XII-XIII secolo e ricostruita nel 1761[1];
- Oratorio della Beata Vergine Maria del Monte Carmelo, eretto nel 1708[senza fonte];
- Oratorio della Madonna di Montenero in località Dunzio, eretto nel 1830[senza fonte];
- Cappelle ed edicole votive sparse sull'intero territorio[senza fonte].

### Architetture civili
- Casa Patricia Highsmith, situata in montagna[senza fonte];
- Mulino con impianto idraulico, costruito nel 1840 e funzionante fino al 1924[senza fonte];
- Ponte romanico che serviva per attraversare il Rii della Terra di Fuori[senza fonte].

## Società

### Evoluzione demografica
L'evoluzione demografica è riportata nella seguente tabella:
Abitanti censiti

## Infrastrutture e trasporti

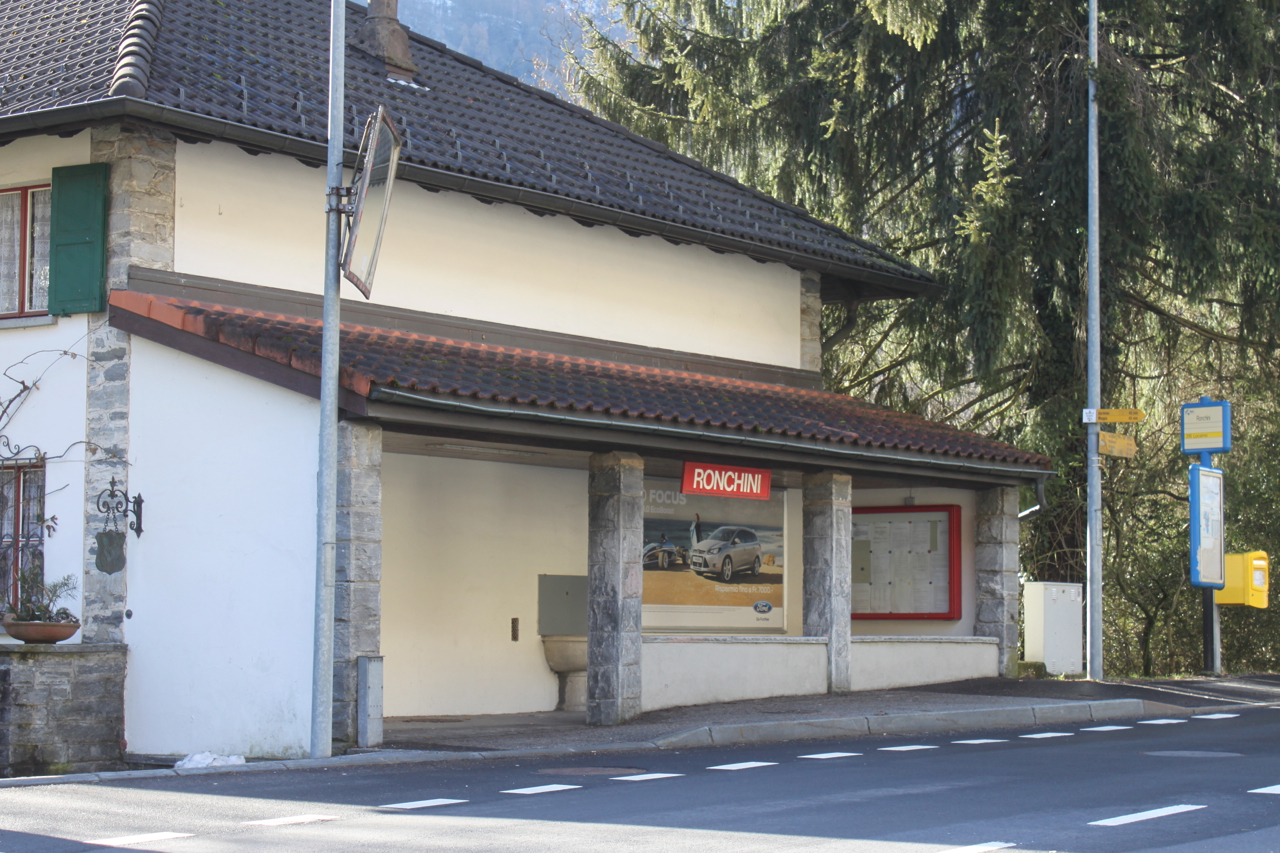
La stazione di Ronchini

Dal 1907 al 1965 il comune è stato servito dalle stazioni di Aurigeno-Moghegno e di Ronchini della ferrovia Locarno-Ponte Brolla-Bignasco.

## Amministrazione
Ogni famiglia originaria del luogo fa parte del cosiddetto comune patriziale e ha la responsabilità della manutenzione di ogni bene ricadente all'interno dei confini della frazione.